# Aksel Kankaanranta
Aksel Kankaanranta (Turku, 28 januari 1998) is een Fins zanger.

## Biografie
Kankaanranta werd geboren in Turku en startte zijn muzikale carrière in 2017 door deel te nemen aan de Finse versie van The Voice. Hij eindigde uiteindelijk als tweede. Drie jaar later nam hij deel aan Uuden Musiikin Kilpailu, de Finse preselectie voor het Eurovisiesongfestival. Met het nummer Looking back with hij met de zegepalm aan de haal te gaan, waardoor hij zijn vaderland zou mogen vertegenwoordigen op het Eurovisiesongfestival 2020. Het festival werd evenwel geannuleerd vanwege de COVID-19-pandemie. Bij de volgende editie van Uuden Musiikin Kilpailu deed hij weer mee. De winst werd echter behaald door Blind Channel, Kankaanranta strandde op de vijfde plaats.